# Grand Prix Formule 1 van Oostenrijk 1986
De Grand Prix Formule 1 van Oostenrijk 1986 werd gehouden op 17 augustus 1986 op de Österreichring.

## Uitslag
| Positie | Nummer | Rijder             | Team                   | Ronden | Tijd/Opgave         | Startplaats | Punten |
| ------- | ------ | ------------------ | ---------------------- | ------ | ------------------- | ----------- | ------ |
| 1       | 1      | Alain Prost        | McLaren-TAG            | 52     | 1:21:22.531         | 5           | 9      |
| 2       | 27     | Michele Alboreto   | Ferrari                | 51     | + 1 Ronde           | 9           | 6      |
| 3       | 28     | Stefan Johansson   | Ferrari                | 50     | +2 Rondes           | 14          | 4      |
| 4       | 15     | Alan Jones         | Lola-Ford              | 50     | +2 Rondes           | 16          | 3      |
| 5       | 16     | Patrick Tambay     | Lola-Ford              | 50     | +2 Rondes           | 13          | 2      |
| 6       | 17     | Christian Danner   | Arrows-BMW             | 49     | +3 Rondes           | 22          | 1      |
| 7       | 20     | Gerhard Berger     | Benetton-BMW           | 49     | +3 Rondes           | 2           |        |
| 8       | 29     | Huub Rothengatter  | Zakspeed               | 48     | +4 Rondes           | 24          |        |
| 9       | 2      | Keke Rosberg       | McLaren-TAG            | 47     | Elektrisch probleem | 3           |        |
| 10      | 25     | René Arnoux        | Ligier-Renault         | 47     | +5 Rondes           | 12          |        |
| 11      | 21     | Piercarlo Ghinzani | Osella-Alfa Romeo      | 46     | +6 Rondes           | 25          |        |
| NF      | 5      | Nigel Mansell      | Williams-Honda         | 32     | Aandrijving         | 6           |        |
| NF      | 6      | Nelson Piquet      | Williams-Honda         | 29     | Motor               | 7           |        |
| NF      | 18     | Thierry Boutsen    | Arrows-BMW             | 25     | Turbo               | 18          |        |
| NF      | 19     | Teo Fabi           | Benetton-BMW           | 17     | Motor               | 1           |        |
| NF      | 26     | Philippe Alliot    | Ligier-Renault         | 16     | Motor               | 11          |        |
| NF      | 24     | Alessandro Nannini | Minardi-Motori Moderni | 13     | Ophanging           | 19          |        |
| NF      | 23     | Andrea de Cesaris  | Minardi-Motori Moderni | 13     | Koppeling           | 23          |        |
| NF      | 12     | Ayrton Senna       | Lotus-Renault          | 13     | Motor               | 8           |        |
| NF      | 3      | Martin Brundle     | Tyrrell-Renault        | 12     | Turbo               | 17          |        |
| NF      | 4      | Philippe Streiff   | Tyrrell-Renault        | 10     | Motor               | 20          |        |
| NF      | 11     | Johnny Dumfries    | Lotus-Renault          | 9      | Motor               | 15          |        |
| NF      | 14     | Jonathan Palmer    | Zakspeed               | 8      | Motor               | 21          |        |
| NF      | 22     | Allen Berg         | Osella-Alfa Romeo      | 6      | Elektrisch probleem | 26          |        |
| NF      | 7      | Riccardo Patrese   | Brabham-BMW            | 2      | Motor               | 4           |        |
| DNS     | 8      | Derek Warwick      | Brabham-BMW            | 0      | Niet gestart        | 10          |        |

## Statistieken
| Pole-position | Teo Fabi       | Benetton-BMW | 1:23.549 |
| Snelste ronde | Gerhard Berger | Benetton-BMW | 1:29.444 |

## Noot
- Dit waren de eerste rondes als raceleider voor Gerhard Berger.
- Vijftigste Grand Prix-winst voor een Franse coureur.
- Dit was de derde overwinning van de Grote Prijs van Oostenrijk voor Alain Prost, en hiermee vestigde hij een nieuw record. Hij verbrak het oude record van Ronnie Peterson, gevestigd tijdens de Grote Prijs van Oostenrijk van 1978.

1963 · 1964 · 1970 · 1971 · 1972 · 1973 · 1974 · 1975 · 1976 · 1977 · 1978 · 1979 · 1980 · 1981 · 1982 · 1983 · 1984 · 1985 · 1986 · 1987 · 1997 · 1998 · 1999 · 2000 · 2001 · 2002 · 2003 · 2014 · 2015 · 2016 · 2017 · 2018 · 2019 · 2020 · 2021 · 2022 · 2023 · 2024 · 2025